# 費爾登茨伯國
費爾登茨伯國（Grafschaft Veldenz）是德國歷史上的一個伯國，神聖羅馬帝國的邦國之一，存在於1112年至1694年。起初先後由埃米希奧嫩家族（Emichonen）以及格羅德塞克家族（Geroldseck）統治，1444年維特爾斯巴赫王朝透過婚姻獲得費爾登茨伯國。1694年絕嗣後併入普法爾茨-茨韋布呂肯。

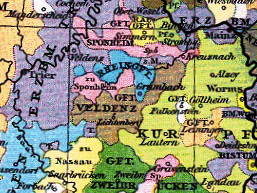
費爾登茨伯國（棕色）

## 費爾登茨伯爵

### 維特爾斯巴赫家族
- 斯特凡，1444
- 路德維希一世，1444－1489
- 亞歷山大，1489－1514
- 路德維希二世，1514－1532
- 沃尔夫冈，1532－1543
- 魯普雷希特，1543－1544
- 格奧爾格·約翰一世，1544－1592
- 格奧爾格·古斯塔夫，1592－1634
- 利奧波德·路德維希，1634－1694